# Final del Torneo Esperanzas de Toulon de 2009
La Final del Torneo Esperanzas de Toulon de 2009 fue el partido final de dicha competición. Se llevó a cabo el 12 de junio de 2009 en el Estadio Mayol de la ciudad francesa de Toulon.
La escuadra dirigida por Ivo Basay se consagró campeón al vencer a la de Francia con gol de Gerson Martínez tras asistencia de Cristóbal Jorquera.

## Camino a la final
El camino de los equipos para llegar a la final fue el siguiente:
 Francia
La anfitriona selección de fútbol de Francia, dirigidos por Erick Mombaerts, quedaron segundos en el Grupo B con 6 puntos detrás de Chile, derrotando por la cuenta mínima a Portugal y Catar y en el último duelo cayendo por 0-1 contra Chile, luego en semifinales empataron 1-1 con Argentina en los 90 minutos y en penales pasaron por 3-1. Su equipo contaba con jugadores como Jirès Kembo Ekoko, Étienne Capoue, Younousse Sankharé, Bakary Sako y Moussa Sissoko, entre otros.
| Grupo B, 1ª Fecha; 4 de junio de 2009 | Francia  | 1:0 (0:0) | Catar | Stade Mayol, Toulon      |                          |
| 20:45 (CEST)                          | Sako 80' | Reporte   |       | Árbitro(s): Ghead Grisha | Árbitro(s): Ghead Grisha |

| Grupo B, 2ª Fecha; 6 de junio de 2009 | Francia      | 1:0 (1:0) | Portugal | Stade Mayol, Toulon           |                               |
| 18:30 (CEST)                          | Sankharé 27' | Reporte   |          | Árbitro(s): Jérôme Laperrière | Árbitro(s): Jérôme Laperrière |

| Grupo B, 3ª Fecha; 8 de junio de 2009 | Chile        | 1:0 (0:0) | Francia | Stade de Lattre-de-Tassigny, Aubagne |                          |
| 19:00 (CEST)                          | Martínez 80' | Reporte   |         | Árbitro(s): Ghead Grisha             | Árbitro(s): Ghead Grisha |

| Semifinal; 10 de junio de 2009 | Argentina                          | 1:1 (1:1) (1:3 p.)         | Francia                        | Stade Mayol, Toulon       |                           |
| 20:00 (CEST)                   | Buonanotte 10'                     | Reporte                    | Kembo Ekoko 6'                 | Árbitro(s): Halis Özkahya | Árbitro(s): Halis Özkahya |
|                                |                                    | Tiros desde el punto penal |                                |                           |                           |
|                                | Perotti · Banega · Pezzella · Jara |                            | Sertic · Capoue · N'Gog · Sako |                           |                           |

 Chile
Por su parte, Chile llegó a la final ganando sus tres partidos en el Grupo B doblegando a Portugal (1-0), Catar (3-0) y a Francia (1-0), pero en semifinales avanzaron gracias a la lotería de los penaltis tras derrotar a Holanda por 5 a 4. Su equipo contaba con jugadores como Christopher Toselli, Carlos Labrín, Marco Medel, Cristóbal Jorquera, Gerson Martínez y Eduardo Vargas, entre otros.
| Grupo B, 1ª Fecha; 4 de junio de 2009 | Portugal | 0:1 (0:0) | Chile        | Stade Mayol, Toulon       |                           |
| 18:30 (CEST)                          |          | Reporte   | Martínez 78' | Árbitro(s): Halis Özkahya | Árbitro(s): Halis Özkahya |

| Grupo B, 2ª Fecha; 6 de junio de 2009 | Catar | 0:3 (0:1) | Chile                          | Stade Mayol, Toulon                         |                                             |
| 20:45 (CEST)                          |       | Reporte   | Vargas 23', 65' · Martínez 68' | Árbitro(s): Mohammed Abdulla Hassan Mohamed | Árbitro(s): Mohammed Abdulla Hassan Mohamed |

| Grupo B, 3ª Fecha; 8 de junio de 2009 | Chile        | 1:0 (0:0) | Francia | Stade de Lattre-de-Tassigny, Aubagne |                          |
| 19:00 (CEST)                          | Martínez 80' | Reporte   |         | Árbitro(s): Ghead Grisha             | Árbitro(s): Ghead Grisha |

| Semifinal; 10 de junio de 2009 | Chile                                       | 1:1 (1:1) (5:4 p.)         | Países Bajos                                             | Stade Mayol, Toulon       |                           |
| 18:00 (CEST)                   | Vargas 20'                                  | Reporte                    | van Wolfswinkel 11'                                      | Árbitro(s): Carlos Xistra | Árbitro(s): Carlos Xistra |
|                                |                                             | Tiros desde el punto penal |                                                          |                           |                           |
|                                | Martínez · Medel · Vargas · Pavez · Barrera |                            | Deekman · ter Horst · Janmaat · Roorda · van Wolfswinkel |                           |                           |

## Partido
| 1          | Guardameta     | Johny Placide      |     |
| 2          | Defensa        | Garry Bocaly       | 78' |
| 18         | Defensa        | Grégory Sertic     | 66' |
| 4          | Defensa        | Dorian Dervite     |     |
| 13         | Defensa        | Cheikh M'Bengue    |     |
| 8          | Centrocampista | Moussa Sissoko     |     |
| 6          | Centrocampista | Étienne Capoue     |     |
| 10         | Centrocampista | Younousse Sankharé |     |
| 7          | Delantero      | Gabriel Obertan    |     |
| 9          | Delantero      | David N'Gog        | 57' |
| 11         | Delantero      | Bakary Sako        |     |
| Entrenador | Entrenador     | Erick Mombaerts    |     |

| 1          | Guardameta     | Cristopher Toselli   |     |
| 13         | Defensa        | Agustín Parra        |     |
| 3          | Defensa        | Carlos Labrín        |     |
| 6          | Defensa        | Juan Abarca          |     |
| 2          | Centrocampista | Paulo Magalhaes      |     |
| 8          | Centrocampista | Luis Pavez Contreras |     |
| 14         | Centrocampista | Marco Medel          | 68' |
| 16         | Centrocampista | Eugenio Mena         |     |
| 10         | Centrocampista | Cristóbal Jorquera   |     |
| 7          | Delantero      | Eduardo Vargas       |     |
| 18         | Delantero      | David Llanos         | 57' |
| Entrenador | Entrenador     | Ivo Basay            |     |

| 20 | Delantero      | Jirès Kembo Ekoko     | 57' |
| 12 | Defensa        | Jean-Armel Kana-Biyik | 66' |
| 14 | Centrocampista | Hérold Goulon         | 78' |

| 11 | Delantero      | Gerson Martínez | 57' |
| 15 | Centrocampista | José Barrera    | 68' |

| Anotado | 73' | Gerson Martínez | 0 - 1 |

| Amonestado | 78'   | Eduardo Vargas     |  |
| Amonestado | 80'   | Carlos Labrín      |  |
| Amonestado | 80+2' | Cristopher Toselli |  |
| Amonestado | 80+4' | Eugenio Mena       |  |

| Árbitro | Jérôme Laperrière |

| 1          | Guardameta     | Johny Placide      |     |
| 2          | Defensa        | Garry Bocaly       | 78' |
| 18         | Defensa        | Grégory Sertic     | 66' |
| 4          | Defensa        | Dorian Dervite     |     |
| 13         | Defensa        | Cheikh M'Bengue    |     |
| 8          | Centrocampista | Moussa Sissoko     |     |
| 6          | Centrocampista | Étienne Capoue     |     |
| 10         | Centrocampista | Younousse Sankharé |     |
| 7          | Delantero      | Gabriel Obertan    |     |
| 9          | Delantero      | David N'Gog        | 57' |
| 11         | Delantero      | Bakary Sako        |     |
| Entrenador | Entrenador     | Erick Mombaerts    |     |

| 1          | Guardameta     | Cristopher Toselli   |     |
| 13         | Defensa        | Agustín Parra        |     |
| 3          | Defensa        | Carlos Labrín        |     |
| 6          | Defensa        | Juan Abarca          |     |
| 2          | Centrocampista | Paulo Magalhaes      |     |
| 8          | Centrocampista | Luis Pavez Contreras |     |
| 14         | Centrocampista | Marco Medel          | 68' |
| 16         | Centrocampista | Eugenio Mena         |     |
| 10         | Centrocampista | Cristóbal Jorquera   |     |
| 7          | Delantero      | Eduardo Vargas       |     |
| 18         | Delantero      | David Llanos         | 57' |
| Entrenador | Entrenador     | Ivo Basay            |     |

| 20 | Delantero      | Jirès Kembo Ekoko     | 57' |
| 12 | Defensa        | Jean-Armel Kana-Biyik | 66' |
| 14 | Centrocampista | Hérold Goulon         | 78' |

| 11 | Delantero      | Gerson Martínez | 57' |
| 15 | Centrocampista | José Barrera    | 68' |

| Anotado | 73' | Gerson Martínez | 0 - 1 |

| Amonestado | 78'   | Eduardo Vargas     |  |
| Amonestado | 80'   | Carlos Labrín      |  |
| Amonestado | 80+2' | Cristopher Toselli |  |
| Amonestado | 80+4' | Eugenio Mena       |  |

| Árbitro | Jérôme Laperrière |

| Chile                   |
| Campeón Chile 1º título |